# Ben is Back
Ben is Back ist ein Filmdrama von Peter Hedges, das am 8. September 2018 beim Toronto International Film Festival seine Weltpremiere feierte und am 7. Dezember 2018 in die US-Kinos kam.

## Handlung
Holly Burns, die in einer Kleinstadt im US-Bundesstaat New York lebt, kommt gerade mit drei ihrer vier Kinder von einer Probe für den Weihnachtsgottesdienst aus der Kirche zurück, als ein unerwarteter Gast vor der Tür steht. Es handelt sich um ihren Sohn Ben, der in einer Entzugsklinik war, die er eigentlich nicht verlassen sollte. Er ist aktuell 77 Tage clean. Während seine jüngere Schwester Ivy und sein Stiefvater Neal skeptisch sind, beginnt Holly, Medikamente und Schmuck zu verstecken und stellt die Regel auf, dass ihr Sohn nicht einmal auf die Toilette gehen darf, ohne die Tür offen zu lassen. Nachdem Ben den Drogenschnelltest seiner Mutter bestanden hat, soll er einen Tag bleiben dürfen, bevor er zurück in die Entzugsklinik geht.
Da Ben noch Geschenke für seine beiden Halbgeschwister Lacey und Liam braucht, gehen sie gemeinsam Einkaufen. In der Mall trifft Ben auf mehrere alte Bekannte und frühere Kunden. Schnell macht es in der Stadt die Runde, dass Ben zurück ist. Holly begleitet ihren Sohn in der Stadt auch zu einem Treffen von Narcotics Anonymous, wo Ben ganz offen über seine Sucht und seine Gefühle spricht.
Wieder zu Hause tut Ben sein Bestes, um sich in das Familienleben zu integrieren, spielt mit seinen Halbgeschwistern und seinem geliebten Hund Ponce. Trotz der Weihnachtsgefühle ist sich Ben nicht sicher, ob er in sein glückliches altes Leben zurückkehren kann. Mit allen Kräften bemüht sich seine Mutter, ihm dies zu ermöglichen. Beim Besuch der Weihnachtsmesse – es ist der einzige Tag des Jahres, an dem sie in die Kirche gehen – sehen sie Beth Conyers, die Mutter einer früheren Freundin von Ben, für deren Drogenabhängigkeit er sich verantwortlich fühlt. Als sie zurück nach Hause kommen, ist die Tür aufgebrochen, der Weihnachtsbaum umgeworfen und Ponce fehlt. Ben ahnt, dass Bekannte aus der Drogenszene etwas damit zu tun haben könnten.
Gemeinsam mit seiner Mutter macht er sich auf, Ponce zurückzuholen. Hierfür wollen sie sich einen nach dem anderen vornehmen, der in Frage kommt, und die Liste der möglichen Entführer ist lang. In Gesprächen mit Ben über die Zeit vor seinem Entzug erfährt Holly Dinge über ihren Sohn, von denen sie eigentlich nichts wissen wollte. Ben erklärt ihr, wenn sie wüsste, was er in der Vergangenheit alles getan hat, könne sie ihn nicht mehr lieben. Sie erfährt, dass sich Ben in den Dienst seines ehemaligen Geschichtslehrers stellte und Menschen ausraubte, um an Drogen zu kommen. Auch bei seinem jetzigen Besuch hat er sie wieder angelogen. Das Briefchen mit Drogen, das Holly während der Shoppingtour bei ihm gefunden hat, hatte er in der Sitzung der Narcotics Anonymous einer jungen Frau nicht etwa zu deren Schutz abgenommen, sondern beim Durchwühlen der Weihnachtsdekoration auf dem Dachboden ihres Hauses gefunden. Die Drogen hätten ihm stets ein Gefühl gegeben, das ihm selbst seine Mutter nicht geben konnte. Holly will ihren Sohn dennoch nicht aufgeben.
Als Ben mit dem Auto davonfährt, um sich alleine auf die Suche nach Ponce zu begeben, leiht sich Holly von Beth einen Wagen und versucht ihrerseits ihren Sohn zu finden. Nachdem Ben einwilligt, sich ein letztes Mal als Drogenkurier für seine früheren Kollegen zu betätigen, bekommt er Ponce zurück. Holly findet den Hund in ihrem am Fluss parkenden Auto und ihren Sohn leblos in einem leerstehenden Haus in der Nähe, kann Ben jedoch wieder zurück ins Leben holen.

## Produktion

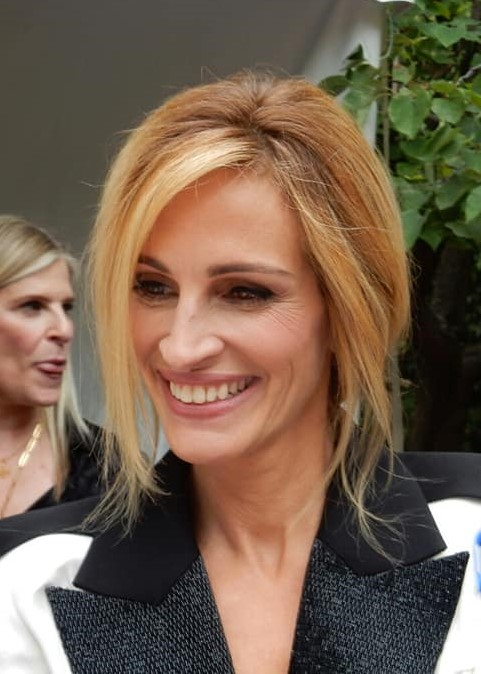
Julia Roberts spielt Holly Burns

Regie führte Peter Hedges, der auch das Drehbuch schrieb. Hedges erzählt die Geschichte über einen Zeitraum von 24 Stunden. Die Filmmusik wurde von Dickon Hinchliffe komponiert. Der Soundtrack zum Film, der insgesamt 14 Musikstücke umfasst, wurde am 7. Dezember 2018 von Varese Sarabande als Download veröffentlicht.
Julia Roberts spielt Holly Burns, Lucas Hedges, der Sohn des Regisseurs, der 2017 für den Oscar als bester Nebendarsteller in Manchester by the Sea nominiert war, erhielt die Titelrolle des drogenabhängigen Ben. Roberts war bisher viermal für einen Oscar nominiert und wurde 2001 für Erin Brockovich als beste Hauptdarstellerin ausgezeichnet. Courtney B. Vance ist in der Rolle von Bens Stiefvater Neal Burns zu sehen, Kathryn Newton spielt Bens Schwester Ivy. Michael Esper übernahm die Rolle eines Drogendealers namens Clayton, einer von Bens alten Kumpels.
Die Dreharbeiten, die am 5. Dezember 2017 begannen, erfolgten im Rockland County im US-Bundesstaat New York, und zwar in Yonkers, New City, Sloatsburg, Larchmont, Mamaroneck, Garnerville und auf dem Friedhof von Haverstraw. Als Kameramann fungierte Stuart Dryburgh, der für seine Arbeit für Das Piano 1994 für einen Oscar nominiert war.
Seine Weltpremiere feierte der Film am 8. September 2018 beim Toronto International Film Festival. LD Entertainment und Roadside Attractions haben gemeinsam die Vertriebsrechte in den USA erworben und brachten den Film am 7. Dezember 2018 in die US-Kinos. Ein Kinostart in Deutschland erfolgte am 10. Januar 2019.

## Rezeption

### Altersfreigabe und Filmgenre
In den USA erhielt der Film von der MPAA ein R-Rating, was einer Freigabe ab 17 Jahren entspricht. In Deutschland wurde er von der FSK ab 12 Jahren freigegeben. In der Freigabebegründung heißt es: „Die Geschichte über familiäre Bindungen und Abgründe konzentriert sich vor allem auf das belastete Mutter-Sohn-Verhältnis und ist von einer melancholischen, teils auch bedrohlichen Atmosphäre geprägt. Im Verlauf der Handlung auch von hoher Dramatik.“
Anke Sterneborg von epd Film bemerkt, wie bereits in seinen früheren Filmen habe Regisseur Peter Hedges auch in Ben is Back mit feinem Gespür eine zerbrechliche Liebes- und Familienbeziehung zwischen Komödie und Tragödie ausgelotet. So spricht Sterneborg von einer ersten, sehr familiären Hälfte des Films, in der zweiten ziehe das Tempo jedoch an, und mit den kriminellen Verstrickungen aus der Vergangenheit wandele sich das intime Familiendrama zum dramatischen Krimi.

### Kritiken und Einspielergebnis
Der Film stieß bislang auf die Zustimmung von 81 Prozent aller Kritiker bei Rotten Tomatoes und erreichte hierbei eine durchschnittliche Bewertung von 6,9 der möglichen 10 Punkte.

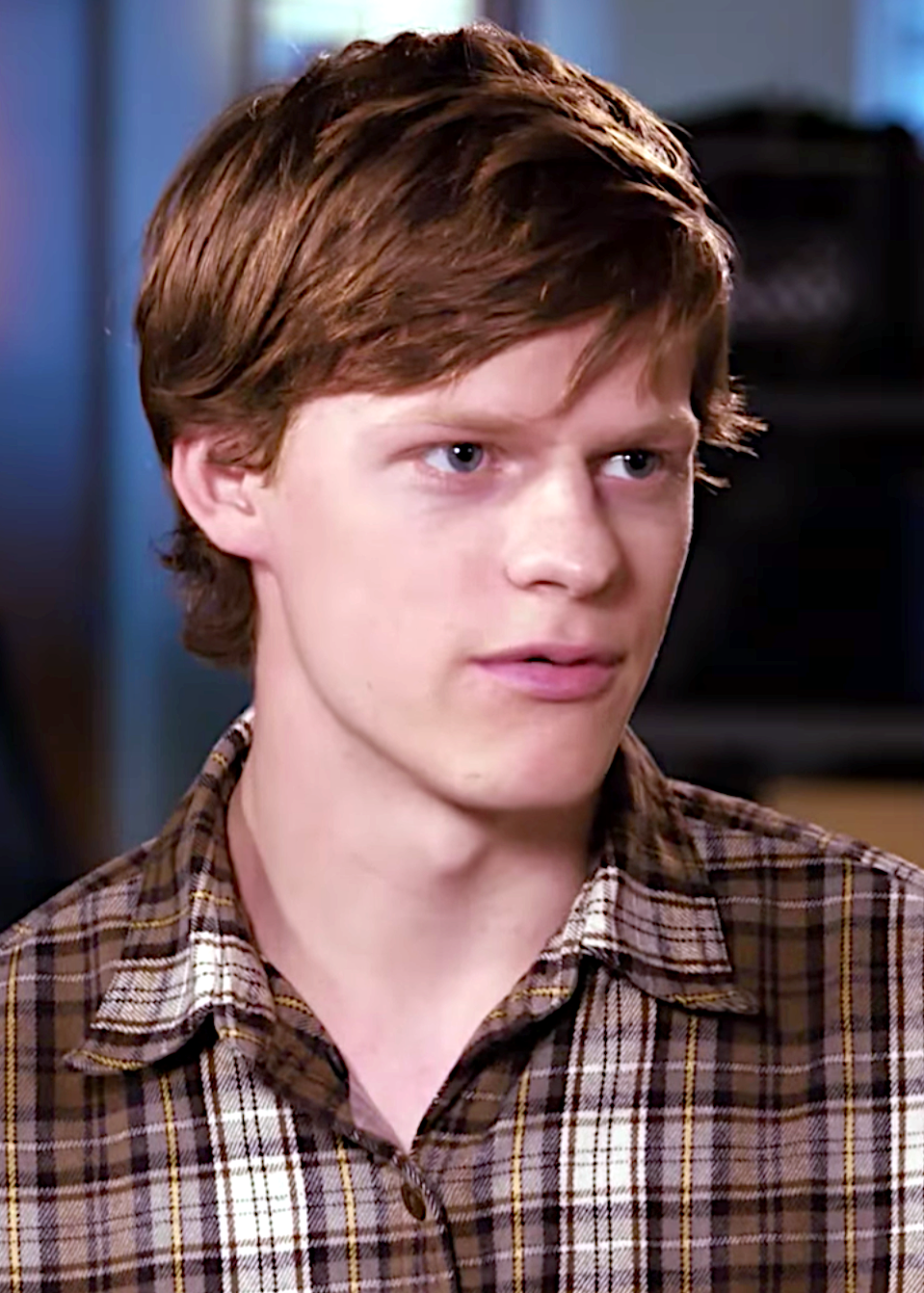
Lucas Hedges spielt im Film in der Titelrolle Ben Burns.

Patrick Hipes von Deadline.com meint, neben einer starken Anti-Drogen-Botschaft sei Ben is Back ein fesselnder und kraftvoller Film über eine Familie in der Krise. Julia Roberts zeige in dem Film in der Rolle der wild entschlossenen Mutter Holly Burns, die bereit ist, alles zu tun, um ihren Sohn vor dem Absturz zu retten, ihre beste schauspielerische Leistung seit ihrer Oscar-Auszeichnung für Erin Brockovich 18 Jahre zuvor. Auch Lucas Hedges, der ihren Sohn Ben spielt, könne sich durch seine Rolle wieder ins Gespräch für den Oscar bringen, nachdem er zwei Jahre zuvor für seine Rolle in Manchester by the Sea für diesen nominiert gewesen war, so Hipes. Weiter erklärt der Filmkritiker, das wunderschön gearbeitete Drehbuch enthülle nur langsam dessen Probleme mit der Drogenabhängigkeit.
Martin Schwickert bemerkt in der Augsburger Allgemeinen zur Blindheit und Kompromisslosigkeit von Hollys Mutterliebe, Regisseur Peter Hedges glorifiziere diese bedingungslose Liebe nicht, sondern suche einen solidarischen, aber auch ambivalenten Blick auf deren Unumstößlichkeit. Im kompakten 24-Stunden-Erzählformat zeige Ben Is Back, welch enormes Zerstörungspotenzial Drogenmissbrauch auf die Familienstruktur und die Mutter-Kind-Beziehung hat, und Lucas Hedges sei herausragend in der Rolle des Süchtigen, der im eigenen Schuld-Narzissmus gefangen ist und gegen machtvolle Dämonen aus der Vergangenheit ankämpfen muss, so Schwickert weiter. Für Julia Roberts sei dies zudem seit Erin Brockovich die mit Abstand beste Rolle, die sie mit enormer Präsenz und beeindruckendem Differenzierungsvermögen ausfülle.
John DeFore von The Hollywood Reporter  meint, Holly leiste im Film etwas in der Art von Detektivarbeit, wie es echte Eltern jeden Tag tun, wenn sie sich zum Beispiel ein Auto leiht, um Ben zu suchen, der mit ihrem eigenen Auto unterwegs ist. Zu der Arbeit von Peter Hedges bemerkt der Filmkritiker, eine besondere Leistung sei es, Ben mit dem Narzissmus auszustatten, der typisch für einen sich erholenden Süchtigen ist, der sich selbst die Schuld gibt, aber kein Selbstmitleid hat. Man könne nicht sagen, ob er in seinem Therapiegespräch absolut aufrichtig ist oder sich dahinter Rationalisierungen für sein riskantes Verhalten verbergen, vielleicht sei sich Ben aber selbst nicht sicher, so DeFore.
Für Peter Debruge von Variety ist Ben als Süchtiger auch ein perfekter Lügner, dessen jede Äußerung dienlich sein könnte, zu bekommen, was er will. Als Zuschauer versuche man seine Absichten zu hinterfragen, was das Drehbuch umso schlauer mache. Hedges strenge sich in diesem allerdings bisweilen zu sehr an, Botschaften zu vermitteln. Statt diese Ideen direkt in Worte zu fassen, um den Subtext zu liefern, sei der Film am effektivsten, wenn er einfach auf seine Akteure vertraut, so Debruge.
Die weltweiten Einnahmen des Films aus Kinovorführungen belaufen sich auf 10,1 Millionen US-Dollar.

### Auszeichnungen (Auswahl)
Toronto International Film Festival 2018
- Nominierung in der Kategorie Special Presentations (Peter Hedges)

## Synchronisation
Die deutsche Synchronisation entstand nach der Dialogregie von Monica Bielenstein und einem Dialogbuch von Claudia Sander im Auftrag der Splendid Synchron GmbH, Berlin.
| Darsteller        | Synchronsprecher  | Rolle                  |
| ----------------- | ----------------- | ---------------------- |
| Julia Roberts     | Daniela Hoffmann  | Holly Burns            |
| Lucas Hedges      | Patrick Baehr     | Ben Burns              |
| Kathryn Newton    | Jodie Blank       | Ivy Burns              |
| Courtney B. Vance | Oliver Stritzel   | Neal Burns             |
| Mia Fowler        | Juliana Götz      | Lacey Burns-Beeby      |
| Jakari Fraser     | Joel Schäfer      | Liam Burns-Beeby       |
| Michael Esper     | Bastian Sierich   | Clayton                |
| David Zaldivar    | Leonard Mahlich   | Spencer „Spider“ Webbs |
| Rachel Bay Jones  | Katrin Zimmermann | Beth Conyers           |